# Gerimpeld kronkelbladmos
Gerimpeld kronkelbladmos (Tortella tortuosa) is een soort uit de kleimosfamilie (Pottiaceae).

## Determinatie

### Uiterlijke kenmerken
Gerimpeld kronkelbladmos vormt dichte, vaak uitgestrekte, kussens. Deze zijn geelachtig groen tot groen en bruinachtig in het onderste gedeelte en rizoïde tomentose. De dichtbebladerde scheuten hebben gevorkte takken en worden ongeveer 2 tot 6 centimeter hoog.
De bladeren zijn lineair-lancetvormig, zeer lang en fijn gepunt, meestal duidelijk golvend. Ze hebben een enkellaagse lamina en platte, gegolfde bladranden. De bladnerf is korter of langer.
Het mos is tweehuizig. De rechtopstaande seta is 1,5 tot 3 centimeter lang, de sporencapsule is langwerpig eivormig tot cilindrisch en rechtopstaand tot licht gebogen, het operculum heeft een lange snavel. De draadachtige peristome tanden zijn spiraalvormig gewikkeld.

### Microscopische kenmerken
De laminacellen aan de basis van het blad zijn langwerpig, rechthoekig, hyaliene en glad. Ze zijn scherp afgebakend van de ronde, groene en sterk papillaire cellen in het bovenste deel van het blad, waarbij de rand ongeveer V-vormig is. De bovenzijde van de bladnerf is, althans gedeeltelijk, in het midden van het blad bedekt met afgeronde, vierkante, papillaire cellen; de onderzijde heeft alleen over de gehele lengte lange, smalle en gladde cellen.

## Ecologie
Gerimpeld kronkelbladmos groeit op oud beton en ook regelmatig op bijv. de steenconstructies op begraafplaatsen. Het betreft meestal beton en steen in vochtige, beschaduwde situaties. Ons natuurlijke kalkgebied Zuid-Limburg kent slechts twee vondsten op vochtige, beschaduwde mergel. In de ons omringende landen is gerimpeld kronkelbladmos een (zeer) algemene soort in kalkgebieden. Gerimpeld kronkelbladmos komt verspreid door het land voor. De soort is duidelijk vooruitgegaan. Met name het ouder worden van betonnen constructies zoals bruggetjes lijkt hier de verklaring voor te zijn.

## Verspreiding
In Nederland is gerimpeld kronkelbladmos zeldzaam. Het staat niet op de Nederlandse Rode Lijst en is niet bedreigd.

## Fotogalerij

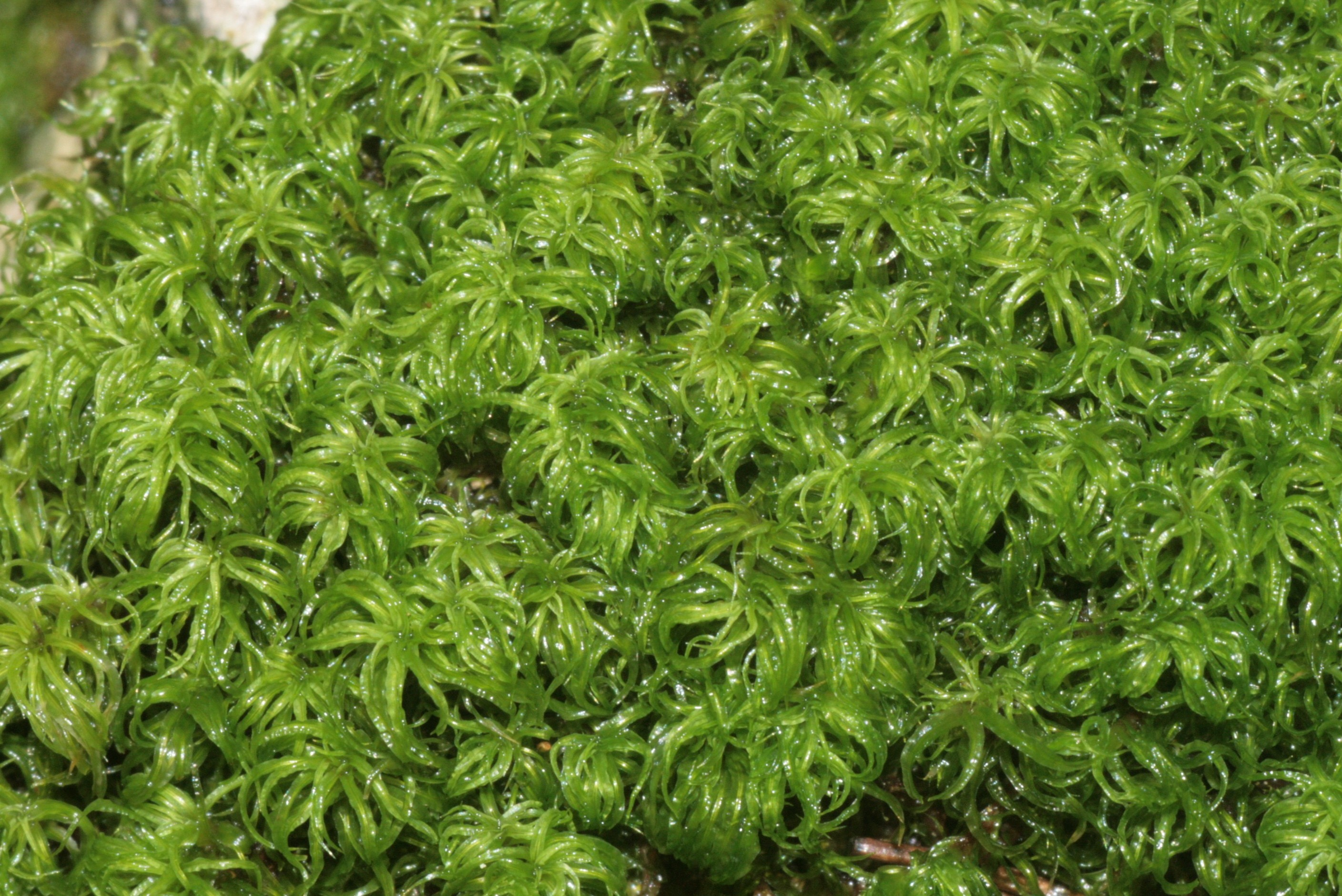
Bladeren in vochtige toestand
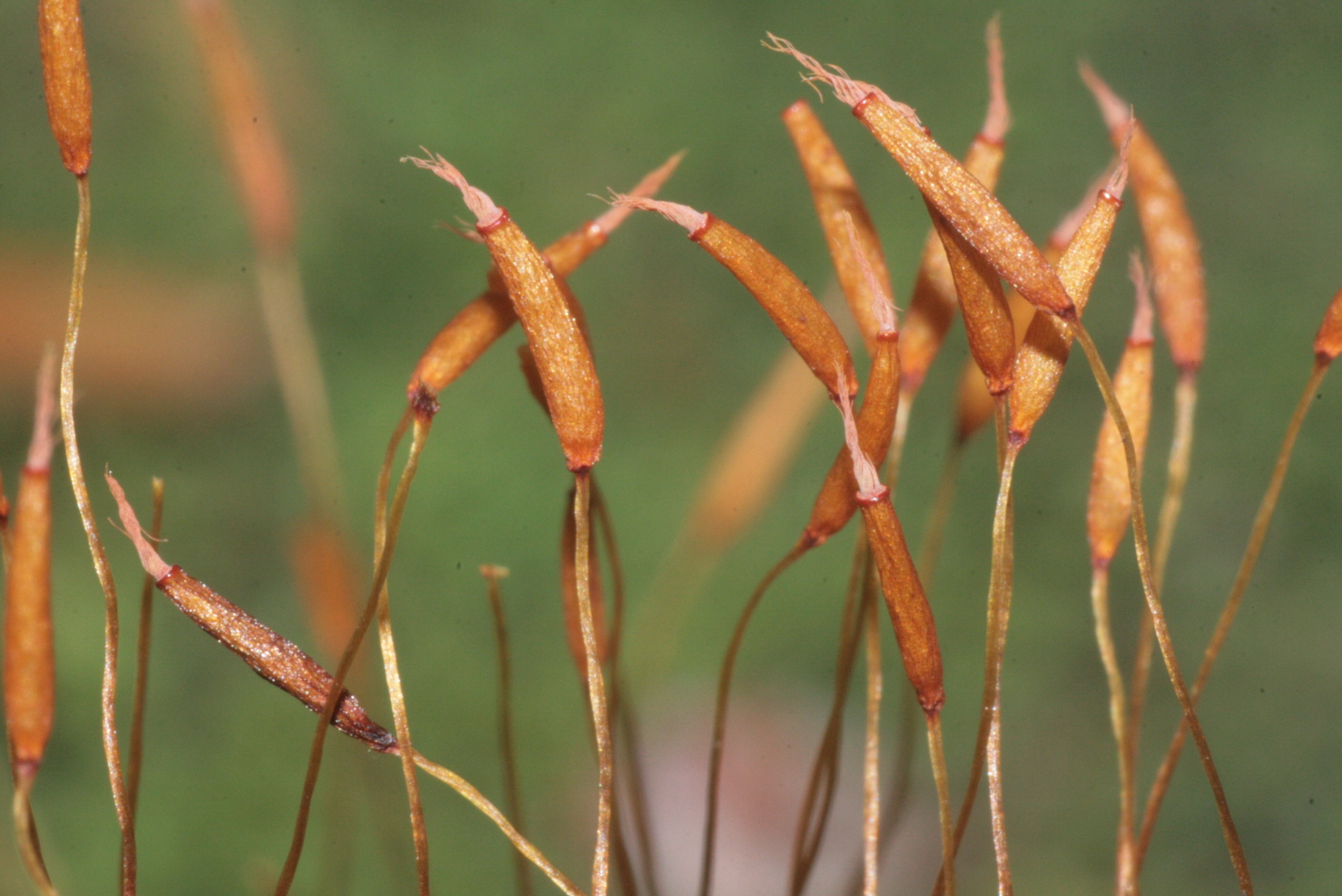
Sporenkapsel
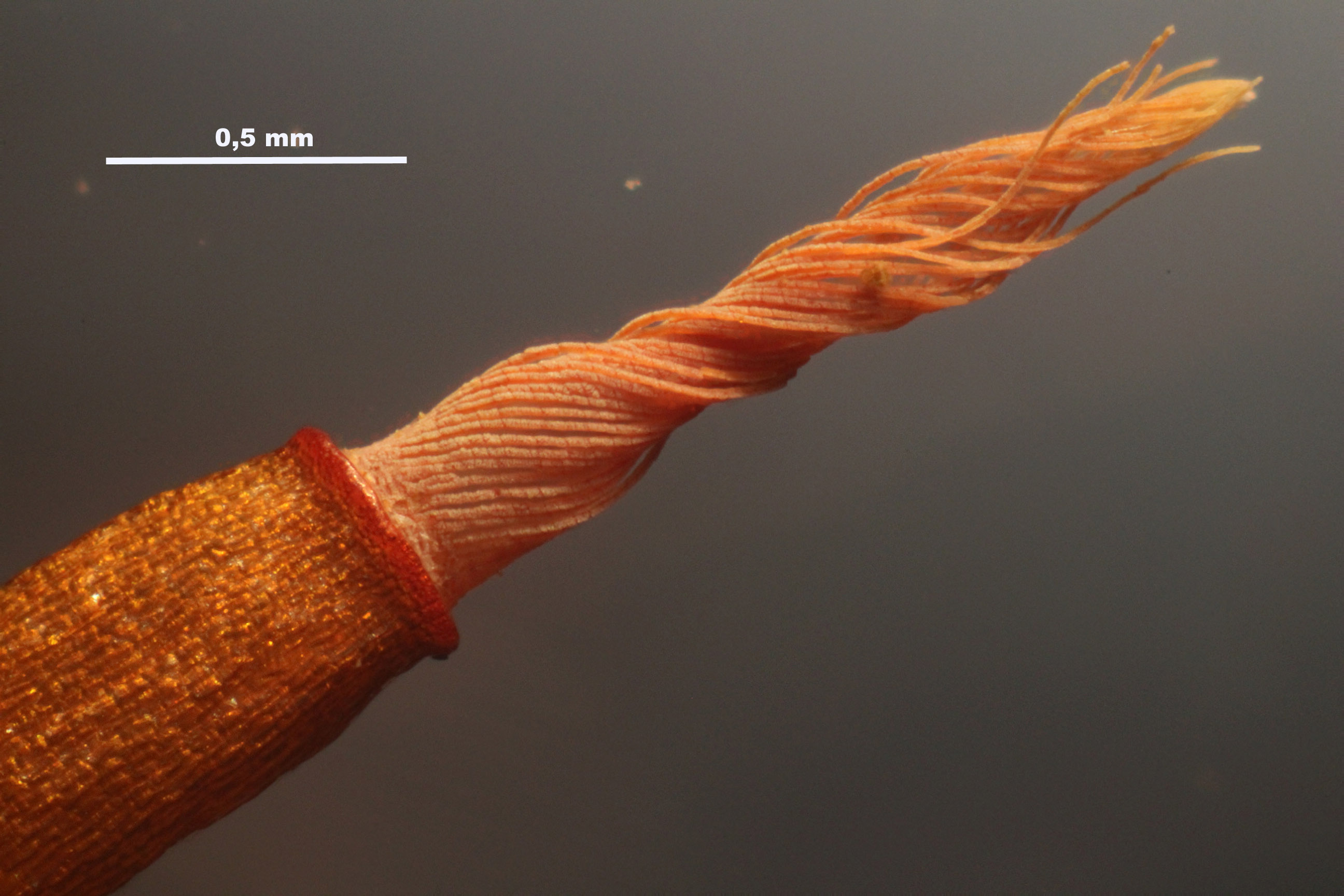
Peristoom
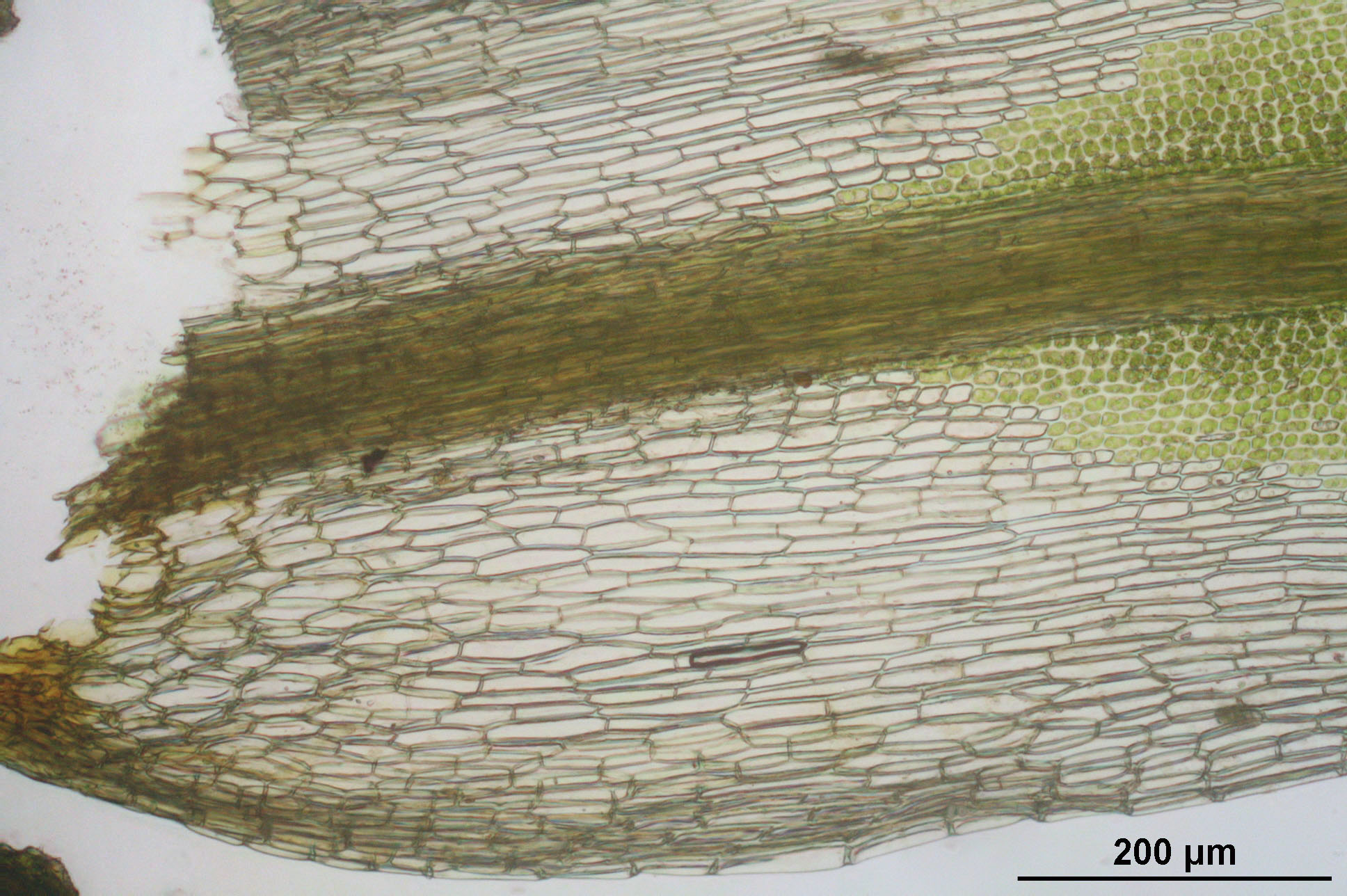
Bladcellen